# 新加坡战略
新加坡戰略是一份关于大英帝国的海军国防政策，这个政策涉及到了从1919年到1941年间的一系列的战争计划，計劃主旨是在遠東進駐一支英國皇家海軍艦隊，遏止日本南下侵略印度或澳大利亞；為此1919年起英國選定在马六甲海峡东端的新加坡建設艦隊基地，此後20年不斷強化該地戰鬥能量。

## 構想
英國想定中，認為和日本的戰爭會以三階段進行：一、守衛住新加坡要塞的英軍等待英國本土增援艦隊抵達；二、艦隊北上拯救或奪回香港；三、對日本本土進行海上封鎖，重創仰賴海上貿易的日本，迫和對手。反攻日本本土的想法則因不切實際而不在考慮內。但英軍沒估計到日本願意投注兵力主動挑戰英軍，並有擊敗英軍的實力。
鞏固新加坡成為英國在1920年代起的遠東國防根本，在1937年，就海軍上校斯蒂芬·罗斯基尔所言，驻新主力舰队的概念也许是通过反复验证，已犹如圣谕般地不容置疑。但是政治、经济和实行上的困难令这个战略难以成功执行。在20世纪30年代，英国和海外对这项战略批评不断，尤其是澳大利亚常以其為藉口來削減自己的国防開支。英國最終實行該戰略，在新加坡部署15吋口徑大砲，派遣了「Z舰队」駐進新加坡。

## 失敗
1941年12月10日，日本空袭新加坡，威爾斯親王號戰列艦和反擊號戰鬥巡洋艦北上攔截日本艦隊，卻在馬來亞海戰被日軍飛機用魚雷击沉，日軍同時在馬來半島長驅直進，防守的英軍毫無招架之力，吉隆坡及檳城相繼失守，英軍不斷後撤到馬來半島南端的柔佛，及後經長堤撤退至新加坡。1942年2月8日，日軍進攻新加坡，新加坡戰役爆發，日軍用不足一星期時間攻占半個新加坡，因為糧食及淡水開始短缺，負責新加坡防守的最高指揮官白思華決定停戰，於2月15日帶領超過八萬人的英軍向日軍投降，被温斯顿·丘吉尔稱其为「英國歷史上最嚴重的災難和最大規模的投降」，大部分投降英軍死於日軍勞役及疾病。